# アミラル・ムルヂェスク級

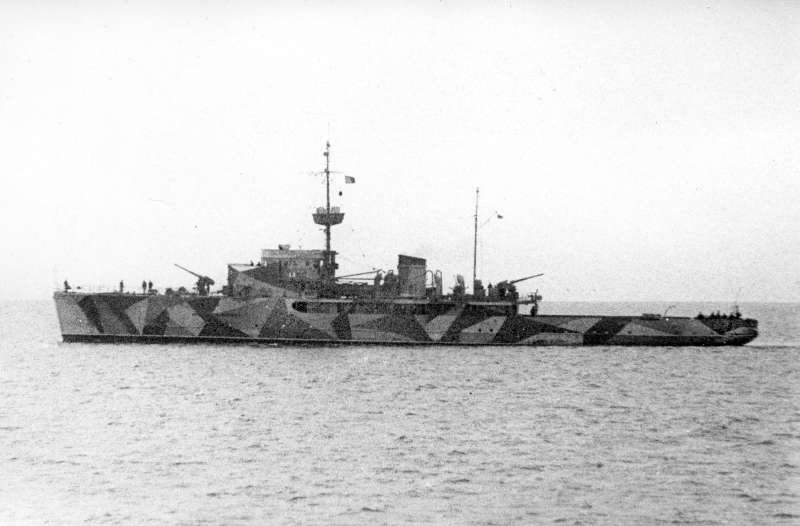
アミラル・ムルヂェスク

ルーマニア海軍 第二次世界大戦 機雷敷設艦/海防艦 級。計画数	4隻, 建造数2隻。

## 「Cetatea Albă」としてチェタテ・アルバ
- 起工:1939, ガラツィ 造船所, ルーマニア[2][3]
- 竣工:1940, ブローム・ウント・フォス, ハンブルク[4]

## 「Amiral Murgescu」アミラル・ムルヂェスク

### 活動成果 (第二次世界大戦)
「コンスタンツァ襲撃」、「黒海の戦い (第二次世界大戦)」 および「第二次世界大戦におけるルーマニア海軍」 も参照
- 護衛任務: 16[5]
- キーロフ級巡洋艦1隻損傷（ルーマニア海軍の機雷原による）[6][7][8][9]
- レニングラード級駆逐艦1隻撃沈（ルーマニア海軍の機雷原による）[10][11][12]
- 潜水艦10隻撃沈（M型潜水艦5隻、SC型潜水艦3隻、S型潜水艦1隻、L型潜水艦1隻）（ルーマニア海軍の機雷原による）[13]
- 航空機12破壊 (高射砲)[14]